# Иран на Светском првенству у атлетици на отвореном 2023.
Иран је учествовао на 19. Светском првенству у атлетици на отвореном 2023. одржаном у Будимпешти од 19. до 27. августа петрнаести пут. Репрезентацију Ирана представљала су 3 такмичара који су се такмичили у 3 дисциплине. , 
На овом првенству такмичари Ирана нису освојили ниједну медаљу али је оборен један национални и један лични рекорд.

## Учесници
| Мушкарци: - Хасан Тафтијан — 100 м | Жене: - Фасихи Фарзане — 100 м |

## Резултати

### Мушкарци
| Атлетичар      | Дисциплина | Лични рекорд | Квалификације | Квалификације | Полуфинале           | Полуфинале           | Финале               | Финале       | Детаљи |
| Атлетичар      | Дисциплина | Лични рекорд | Резултат      | Место         | Резултат             | Место                | Резултат             | Место        | Детаљи |
| -------------- | ---------- | ------------ | ------------- | ------------- | -------------------- | -------------------- | -------------------- | ------------ | ------ |
| Хасан Тафтијан | 100 м      | 10,03 НР     | 10,24 (.236)  | 5. у гр. 1    | Није се квалификовао | Није се квалификовао | Није се квалификовао | 23 / 71 (75) |        |

### Жене
| Атлетичарка    | Дисциплина | Лични рекорд | Квалификације | Квалификације | Полуфинале            | Полуфинале            | Финале                | Финале       | Детаљи |
| Атлетичарка    | Дисциплина | Лични рекорд | Резултат      | Место         | Резултат              | Место                 | Резултат              | Место        | Детаљи |
| -------------- | ---------- | ------------ | ------------- | ------------- | --------------------- | --------------------- | --------------------- | ------------ | ------ |
| Фасихи Фарзане | 100 м      | 11,39        | 11,63         | 5. у гр. 5    | Није се квалификовала | Није се квалификовала | Није се квалификовала | 44 / 54 (56) |        |